# Juan Bisanz
Juan Francisco Bisanz (Buenos Aires, 28 de agosto de 2001) es un futbolista argentino. Juega de extremo y su equipo actual es Huracán, de la Primera División de Argentina.

## Trayectoria
Formado en las inferiores del Atlanta, debutó en el primer equipo en 2021 por la Primera B Nacional. Disputó un total de dos temporadas con el club.
El 2 de febrero de 2023, fichó en Banfield, de la Primera División de Argentina. Debutó el 7 del mismo mes, en la derrota por 3-2 ante Huracán.
En 2025 se produjo su traspaso a Huracán, donde debutó el 12 de julio, en la primera fecha del Torneo Clausura.

## Clubes
| Club               | Div.          | Temporada     | Liga  | Liga  | Copas nacionales | Copas nacionales | Copas internacionales | Copas internacionales | Total | Total |
| Club               | Div.          | Temporada     | Part. | Goles | Part.            | Goles            | Part.                 | Goles                 | Part. | Goles |
| ------------------ | ------------- | ------------- | ----- | ----- | ---------------- | ---------------- | --------------------- | --------------------- | ----- | ----- |
| Atlanta Argentina  | 2.ª           | 2021          | 11    | 1     | 0                | 0                | —                     | —                     | 11    | 1     |
| Atlanta Argentina  | 2.ª           | 2022          | 32    | 4     | 0                | 0                | —                     | —                     | 32    | 4     |
| Atlanta Argentina  | Total club    | Total club    | 43    | 5     | 0                | 0                | 0                     | 0                     | 43    | 5     |
| Banfield Argentina | 1.ª           | 2023          | 26    | 6     | 18               | 2                | —                     | —                     | 44    | 8     |
| Banfield Argentina | Total club    | Total club    | 26    | 6     | 18               | 2                | 0                     | 0                     | 44    | 8     |
| Total carrera      | Total carrera | Total carrera | 69    | 11    | 18               | 2                | 0                     | 0                     | 87    | 13    |